# Rainy River
Rainy River es un pueblo canadiense situado en la provincia de Ontario.

## Superficie
Rainy River tiene una superficie de 3,12 km².

## Demografía
En 2021, tenía 752 habitantes, una densidad poblacional de 241,4 hab./km², y 398 viviendas.